# In an Expression of the Inexpressible
In an Expression of the Inexpressible är Blonde Redheads fjärde musikalbum. Albumet släpptes den 8 september 1998 på Touch and Go Records och spelades in under februari samma år.

## Låtlista
1. "Luv Machine" - 3:39
2. "10" - 3:59
3. "Distilled" - 3:29
4. "Missile" - 3:13
5. "Futurism vs. Passéism Pt. 2" - 4:04
6. "Speed x Distance = Time" - 3:54
7. "In an Expression of the Inexpressible" - 6:09
8. "Suimasen" - 3:14
9. "Led Zep" - 5:15
10. "This For Me and I Know Everyone Knows" - 2:59
11. "Justin Joyous" - 2:53